# Георги Костов (композитор)
Вижте пояснителната страница за други личности с името Георги Костов.
Георги Костов Георгиев е български композитор и политик. Министър на културата в правителството на Жан Виденов.

## Биография

### Детство и образование
Георги Костов е роден на 21 януари 1941 г. в София, Царство България. Завършва Българската държавна консерватория през 1966 г. със специалност „Композиция“ в класа на проф. Панчо Владигеров. През 1972 – 1973 г. специализира в Москва, СССР.

### Професионална и политическа кариера
Преподавателската си дейност в Българската държавна консерватория започва през 1966 г., през 1977 г. става доцент, от 1985 г. е професор по хармония и композиция. След това; от 9 ноември 1989 до 10 април 2008 г. е ректор на висшето учебно заведение и министър на културата в правителството на Жан Виденов (1995 – 1996). Носител е на орден „Стара планина“.

### Смърт
На 19 януари 2024 г. Съюзът на българските композитори съобщава, че Георги Костов е починал на 82 години.

## Произведения

### Опери
- „Манастирски неволи“, диптих по Елин Пелин, либр. П. Герджиков;
- „Жената със златния косъм“ и „Нещастие“ (1989, Благоевград).

### Балет
- „Вълшебствата на Тотобан“ (1983, Пловдив).

### Мюзикъли
- „Четиримата близнаци“ по П. Панчев (1997, София, ДМТ);
- „Казанова“ (2002, София, ДМТ).

### Хорово-оркестрови произведения

#### Кантати
- „Гордеем се с тебе, Партийо“ (1975);
- „Жив е той“ (1976);

#### Произведения за симфоничен оркестър
- „Младежка увертюра“;
- „Три диафонични танца“;
- „Ритмични движения“;
- „Антифонни диалози“ 
- Дивертименто за джазов и симфоничен оркестър (1974).

### Концерти
- Концерт за кларинет и оркестър (1958);
- Концерт за валдхорна, струнен оркестър и тимпани.
- Концертино за виола и оркестър (1965).

### Произведения за духов оркестър
- Ръченица (1976);
- Гротеска за тромбон и оркестър (1981).
- „Здравей, асамблея на мира“ – детска сюита-рапсодия (1986).

### Произведения за струнен оркестър
- Поема за тромпет, струнен оркестър и тимпани (1966);
- Кончерто гросо (1986 г.).
- Концерт за тромпет, струнен оркестър и ударни (1970).

### Камерна музика
- Вокализа за сопран, цигулка, виола и вибрафон;
- „Грациозни движения“ за ударни;
- Рондо и Концертна пиеса за тромбон и пиано (1974).

### Произведения за пиано
- „Натрапчиво движение“.

### Поп музика
Георги Костов е автор и на повече от 1000 песни.

#### Наградени поп песни
„Червеният карамфил“ (Сочи)
- „Виетнамчето Лин“, изп. Емилия Маркова (Втора награда, 1969).

„Златният Орфей“
- „Остани“, изп. Л. Иванова (Първа награда, 1976);
- „Градините на любовта“, изп. Е. Димитров (Първа награда, 1980).

„Мелодия на годината“
- „Без радио не мога“, т. М. Спасов, изп. Л. Иванова (1968)

Радиоконкурс „Пролет“
- „Пролетни гласове“, изп. Група „Сигнал“ (Втора награда, 1980);
- „Пътуване“, изп. М. Иванова (Втора награда, 1981).

## Избрана литература
- Ташев, Ташо. Министрите на България 1879 – 1999.   София, АИ „Проф. Марин Дринов“/Изд. на МО, 1999. ISBN 978-954-430-603-8/ISBN 978-954-509-191-9.
- 2. Любомир Сагаев. „Книга за балета“, С., ИК „Братя Сагаеви“, 2006